# Andrew Hodges
Andrew Hodges (nascut a Londres, 1949) és un matemàtic, escriptor i pioner del moviment d'alliberament gai dels anys 70. Durant les últimes dècades (des de 1972) Hodges ha centrat les seves activitats d'investigació en el camp de la denominada teoria de twistors —la teoria matemàtica proposada per Roger Penrose que tracta de generar l'espaitemps a partir de l'estructura dels raigs lluminosos, o més precisament de les partícules que es desplacen a la velocitat de la llum. Potser és més conegut com a autor d'Alan Turing: The Enigma, la biografia de l'extraordinari matemàtic britànic Alan Turing, un dels fundadors de la computació i de la intel·ligència artificial. El llibre va ser inclòs l'any 2002 pel diari The Guardian en la seva llista dels 50 llibres essencials de tots els temps. Així mateix, és autor d'altres llibres de divulgació científica. Actualment treballa al Wadham College de la Universitat d'Oxford.

## Llibres
- Alan Turing: The Enigma, Vintage edition 1992, first published by Burnett Books Ltd, 1983, ISBN 0-09-911641-3
- One to Nine: The Inner Life of Numbers, Short Books, London 2007, ISBN 1-904977-75-8
- With downcast gays: Aspects of homosexual self-oppression, Pink Triangle Press 1977, ISBN 0-920430-00-7